# Artūras Rimkevičius
Artūras Rimkevičius (Kaunas, 14 april 1983 – Ramučiai, 23 september 2019) was een Litouws voetballer die als aanvaller speelde.
Hij is de recordhouder in het Litouwse voetbal met 35 doelpunten in een seizoen wat hij in 2012 namens FK Šiauliai presteerde. Dat jaar werd hij ook uitgeroepen tot speler van het jaar van de A Lyga.
Hij kwam 7 keer uit voor het nationale team en scoorde tegen Letland, Estland en Armenië.
Rimkevičius pleegde op 36-jarige leeftijd zelfmoord.